# Tüskéspatkányfélék
A tüskéspatkányfélék (Echimyidae) az emlősök (Mammalia) osztályába és a rágcsálók (Rodentia) rendjébe tartozó család.

## Tudnivalók
A tüskéspatkányfélék Közép-Amerika középső részétől Dél-Amerikáig megtalálhatók. A 19. századig a Karib-térségben is éltek. Egyes rendszerbesorolások szerint a nutria (Myocastor coypus) is ebbe a családba tartozik.
Az állatok a patkányokra hasonlítanak, de azért a tengerimalacfélékkel és a csincsillafélékkel állnak közelebbi rokonságban. A legtöbb fajnak tüskeszerű, felmereszthető sörtéje van, amellyel védi magát.
A legtöbb faj, ha támadás éri, mint a gyíkok elhullatja farkát, hogy időd nyerjen a meneküléshez, de a gyíkokkal ellentétben, e rágcsálóknak ezután nem nő vissza a farka.
Ezeket az állatokat még nem tanulmányozták sokat, úgyhogy keveset tudunk róluk. Az eddigi megfigyelések szerint vannak fánlakó, földfeletti és üreglakó fajok. A szárazságot nem tűrik jól, emiatt a vizes helyekhez vannak kötve. Táplálékuk legnagyobb részét a növények alkotják.
Mivel a kúszósülfélékhez tartozó vékonytüskéjű sülpatkány (Chaetomys subspinosus) kisőrlő fogai igen hasonlítanak a tüskéspatkányfélék kisőrlő fogaihoz, egyes rendszerbesorolások ebbe a családba helyezik.

## Rendszerezés
A családba 5 alcsalád, 42 nem és 95 recens faj tartozik:
- †Adelphomyinae B. Patterson & R. Pascual 1968 - 5 nem
- Dactylomyinae Tate, 1935 - 3 nem és 6 faj
- Echimyinae Gray, 1825 - 8 nem és 31 faj
- Eumysopinae Rusconi, 1935 - 18 nem és 51 élő faj
- †Heteropsomyinae Anthony, 1917 - 4 kihalt nem és 7 recens faj
- Bizonytalan helyzetűek (a családon belül, határozatlan alcsaládokba helyezett nemek), 4 nem:
  - †Cercomys
  - †Maruchito
  - †Paulacoutomys
  - †Willidewu

### Fordítás
- Ez a szócikk részben vagy egészben  a   Spiny rat című angol Wikipédia-szócikk fordításán alapul.  Az eredeti cikk szerkesztőit annak laptörténete sorolja fel. Ez a jelzés csupán a megfogalmazás eredetét és a szerzői jogokat jelzi, nem szolgál a cikkben szereplő információk forrásmegjelöléseként.